# Provincia de Sudermania
La provincia de Sudermania[cita requerida] (en sueco: Södermanlands län) es una de las 21 provincias que conforman Suecia, coincidente con la provincia histórica del mismo nombre. Cuenta con un gobierno civil o länsstyrelse, el cual es dirigido por un gobernador nombrado por el Estado. También posee una diputación provincial o landsting, representación municipal nombrada por el electorado de la provincia.

## Geografía
Sudermania se extiende entre el lago Mälaren al norte y el mar Báltico al este y al sur. Hay una gran distancia entre las dos principales zonas urbanas, Eskilstuna y Nyköping, de unos 80 kilómetros, y vastas zonas boscosas entre ellas. El centro de Sudermania está repartido entre cuatro localidades: Vingåker, Katrineholm, Flen y Gnesta, que separan las zonas del sur y del norte del condado. 
La mayoría de las zonas son de baja altitud, ya que forman parte del valle del Mälar, pero hay algunas zonas más altas. El interior de Sudermania tiene muchas pequeñas colinas onduladas, cortesía del rebote glaciar que ha modelado el paisaje de la zona.
La costa del Mar Báltico tiene muchas bahías conectadas, y Nyköping está bien protegida del mar abierto por una península con muchas ensenadas. Frente a la costa también hay muchos islotes que forman el archipiélago de Sörmland. El condado tiene triángulos lacustres con Estocolmo y Uppsala en Mälaren, con Västmanland y Örebro en Hjälmaren y un triángulo terrestre con Örebro y Östergötland al sur de Högsjö. El suroeste del condado marca los puntos más meridionales de las grandes regiones de Sueonia y el valle de Mälar.

### Clima
El clima, al igual que en otras partes del sur de Suecia, es una mezcla entre oceánico y continental moderado. Las máximas del verano suelen rondar los 23 °C (73 °F), las mínimas los 12 °C (54 °F) y las máximas del invierno los 0 °C (32 °F) con mínimas de -5 °C (23 °F). Puede fluctuar mucho entre los distintos años con la influencia de los diferentes sistemas meteorológicos. La mayoría de las veces los inviernos son lo suficientemente pronunciados como para que el clima sea claramente de cuatro estaciones.

## Municipios
- Eskilstuna
- Flen
- Gnesta
- Katrineholm
- Nyköping
- Oxelösund
- Strängnäs
- Trosa
- Vingåker